# Watercolors
Pour plus de détails, voir Fiche technique et Distribution.
Watercolors est un film américain réalisé par David Oliveras (en), sorti en 2008.

## Synopsis
On n'oublie jamais son premier amour… De nos jours, Daniel « Danny » Wheeler, un jeune peintre, inaugure le vernissage de sa première exposition à New York et connait enfin le succès. Défilant devant ses toiles aux côtés de son petit ami du moment, il se souvient de sa vie quinze ans plus tôt, de son premier amour et du garçon qui avait révélé son art et éveillé en lui des émotions nouvelles. 
Au lycée, Danny mène la vie d'un jeune homo plus ou moins révélé, entre sa meilleure amie Andy, les vexations du quotidien, ses cours au lycée et ses leçons d'art auprès de Madame Martin. 
Carter, quant à lui, fait partie de l'équipe de natation de l'école. Il vient d'arriver il y a peu et enchaine les 400 coups sans vraiment savoir pourquoi. À l'occasion d'un déplacement de son père, qui ne lui fait plus confiance à force de bêtise, ce dernier le confie à madame Wheeler pour quelques jours bien que Carter ait 16 ans et puisse, finalement, se débrouiller seul. De mauvaise grâce, Carter se rend chez madame Wheeler et fait un peu plus connaissance avec Danny qui est pourtant dans sa classe.
Petit à petit, une relation ambiguë s'installe entre les deux jeunes garçons faite de flirt, de non-dit, de rejets, de passion. Danny redécouvre ce camarade de classe et trouve en ce jeune nageur l'inspiration qui lui manquait. Une idylle timide nait entre eux deux mais Carter ne sait trouver de place pour Danny dans une vie entièrement consacrée à la natation et à la compétition. Danny tombe amoureux, se bat pour permettre à cet amour de se développer et pour permettre à Carter de trouver la paix. Au même moment, il trouve une nouvelle inspiration et découvre sa vocation artistique.

## Fiche technique
- Titre : Watercolors
- Réalisation : David Oliveras
- Scénario : David Oliveras
- Sociétés de production : SilverLight Entertainment
- Pays :  États-Unis
- Langue d'origine : anglais
- Genre : Drame et romance
- Durée : 114 minutes
- Dates de sortie : 
  -  États-Unis : 7 juin 2008
  -  Royaume-Uni : 7 juin 2008
  -  Allemagne : 15 novembre 2009
  -  France : Pas de date prévue

## Distribution
- Tye Olson : Daniel « Danny » Wheeler
- Kyle Clare : Carter Melman
- Ellie Araiza (es) : Andy
- Casey Kramer (de) : Miriam Wheeler
- Jeffrey Lee Woods : Stephen Melman
- William Charles Mitchell : Mr. Frank, le professeur de littérature
- Ian Rhodes : Danny (à 31 ans)
- Edward Finlay : Allan
- David Schroeder : Le proviseur du lycée
- Brandon Lybrand : Henry
- Greg Louganis : Monsieur Brown, l'entraineur de natation
- Karen Black : Madame Martin, le professeur d'art
- Bobby Rice (en) : Donnert
- Gavyn Michaels : Perez
- Ten Travis : Membre du groupe de natation

## Distinctions
- Au Tampa International Gay and Lesbian Film Festival de 2008, le film remporte : 
  - Le prix du jury du Meilleur acteur pour Tye Olson
  - Le prix du public du Meilleur second rôle pour Kyle Clare
  - Le prix du public du Meilleur réalisateur pour David Oliveras
- Le film est présenté en 2008 au Festival du film Frameline de San Francisco
- À l'Outfest de Los Angeles en 2008, le film remporte le prix du public pour le Meilleur long métrage en circulation.